# Теодор Полянський
Теодор (Федір) Іванович Поля́нський (? — після 1783) — український ливарник-людвисар другої половини XVIII століття, що працював у Львові та спеціалізувався на виготовленні дзвонів. Тесть скульптора Франциска Олендзького.

## Життєпис
Син львівського ливарника Івана Полянського та його дружини Анни з Яхимовичів.
Був вихований у греко-католицькому звичаї. В 1746 році після смерті батька відновив контракт на діяльність міської ливарні Львова. Від батька успадкував шаблони «giserskie». Працював переважно у Львові. Більшість його праць була реквізована австрійською владою в 1916—1917 роках та віддана на переплавлення; зокрема: дзвони костелів бернардинців (1743), кармелітів (2 дзвони, 1753) Львова, вірменської катедри Львова (1782). Зазвичай «підписував» свої твори «Leopoli Theodorus Polanski». Інформації про виготовлені ним жерла гармат немає.

## Твори
Найвідоміші з його робіт:
- два дзвони 1753 року для годинникового обладнання на вежі Кам'янець-Подільської ратуші; один з них діаметром 101 см, другий — 93 см; на обох надпис «anno domini 1753» (року Божого 1753), знизу — «fecit leopoli theodorus Polanski» (зроблено львів'янином Теодором Полянським) і герби мецената — Міхала Францішка Потоцького;
- дзвін «Кирило» на дзвіниці львівської братської Успенської церкви.
- дзвін «Ян» Перемиської катедри РКЦ фундації перемиського єпископа Валентія Венжика; відлитий 1766 року в Перемишлі
- дзвін для костелу Францісканців Львова (1769).

Серед інших робіт — дзвони
- з міста Щирця (1753),
- із сіл Сусідовичів (1759), Туринки (1761), Краківця, всі — на Львівщині,
- із сіл Козина (1759) і Михайлівки (1764) — на Перемишлянщині.

На дзвоні для костелу в Козині (зруйнованого в 1915 році) зображено Розп'яття з предстоячими святим Станіславом і апостолом Іоанном, зроблено напис: «Fecit Leopoli Theodorus Polanski anno domini 1759» .
Стилістичне спрямування творчості Полянського — класицизм, але майстер був небайдужий до декоративних і пластичних зображень із бароковими інтонаціями.

### Дзвін «Кирило»
Цей дзвін Т. Полянський вилив 1783 року замість такого ж, що розплавився 27 серпня 1779 року під час пожежі. Висота «Кирила» — близько 150 см, нижній діаметр — 188—190 см. Наприкінці XVIII століття цей дзвін вважався найбільшим у Галичині.
Форма дзвона відзначається масивною й товстою нижньою частиною та загалом огрядними пропорціями профілю. Дзвін прикрашено рельєфами — образ Розп'яття, архангел Михаїл і не ідентифікований святий із пальмовою гілкою мученика в руці, а також написами.
Головний текст латинською мовою інформує, що 1783 року за понтифікату папи Пія VI й панування імператора Йозефа ІІ, відновлено вежу із дзвонами, будинки та церкву, знищені «випадковим вогнем», а дзвін під покровом святого Михаїла вилито заходами та коштом Ставропігійського братства. Тут же вказано вагу дзвона — 300 каменів. Опісля названо 19 прізвищ ктиторів і жертводавців.
На протилежному боці дзвона вибито інформацію про його нове посвячення 1786 року, є згадка про ливаря.
Пишний орнаментальний фриз, що оздоблює шию дзвона, вважається найбагатшим серед творінь майстерні Т. Полянського. На рельєфних прикрасах пам'ятки виразно відчувається вплив класицизму.
Серце дзвона нині виконано не із суцільного металевого стрижня, а для меншої ваги складається з підвішеної на шовкових шнурах металевої сливоподібної голівки.
«Кирило» відігравав роль головного дзвона Львова. В нього били по смерті знатних осіб, незалежно від їхньої приналежності до тої чи іншої конфесії, тому дзвін був важливим джерелом прибутків братства .